# یواس‌اس هولدن (آی‌ایکس-۷)
یواس‌اس هولدن (آی‌ایکس-۷) (به انگلیسی: USS Commodore (IX-7)) یک کشتی بود که طول آن ۲۶۵ فوت ۵ اینچ (۸۰٫۹۰ متر) بود. این کشتی در سال ۱۹۱۸ ساخته شد.